# Gradualismo

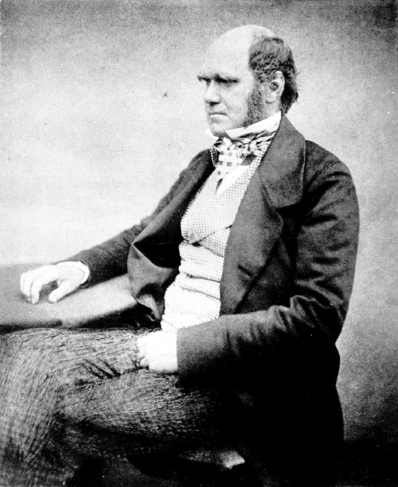
Charles Darwin aos 51 anos, na época da publicação da primeira edição de A Origem das Espécies

Em Biologia, designa-se gradualismo à corrente que defende que a evolução ocorre através da acumulação de pequenas modificações ao longo de várias gerações. Em ciência, esta corrente é contrária ao saltacionismo, que defende que a evolução ocorre através de grandes mudanças, possivelmente numa única geração.
O termo gradualismo foi proposto por Charles Darwin em seu livro 'A Origem das Espécies' (1859), no qual argumenta que a evolução procede por pequenas mudanças sucessivas (gradualismo) ao invés de por grandes saltos (saltacionismo). Assim, as diferenças entre os organismos, mesmo  com diferenças radicais, envolveriam o incremento de pequenos passos através de formas intermediárias.
Até a publicação, em 1859, do livro 'A Origem das Espécies', o pensamento científico não oferecia alternativa à visão religiosa. Assim, a teoria do gradualismo representou um afastamento drástico da tradição no que se refere à presença de um criador todo-poderoso e onisciente. Dessa forma, o gradualismo de Darwin sofreu forte oposição, já que na época, quase todo mundo era essencialista e as teorias saltacionistas eram compatíveis com o essencialismo. A ocorrência de novas espécies, documentadas no registro fóssil, só poderia ter lugar por novas criações – isto é por saltos. No entanto, como as novas espécies eram perfeitamente adaptadas e não havia evidência de produção frequente de espécies mal adaptadas, Darwin viu apenas duas opções: ou a nova espécie perfeita havia sido especialmente criada por um criador todo-poderoso e onisciente, ou então – se esse processo sobrenatural fosse inaceitável – havia evoluído gradualmente de espécies preexistentes por um processo lento, em que mantinha sua adaptação a cada estágio. Foi essa segunda opção que Darwin adotou.
Darwin acreditava que o gradualismo era inerentemente mais racional e científico do que a evolução explicada por saltacionismo. Assim, Ernst Mayr afirma que “como resultado de estudar os escritos do teólogo Sumner, Darwin tinha chegado à conclusão de que todas as coisas naturais evoluem gradualmente a partir de seus precursores, enquanto descontinuidades, tais como saltações súbitas, são indicativos de uma origem sobrenatural, que é indicativo de intervenção por parte do criador. Por toda a sua vida Darwin teve muito trabalho para reconstruir uma evolução gradual dos fenômenos que à primeira vista parecia claramente o resultado de origem súbita.”.

## Histórico

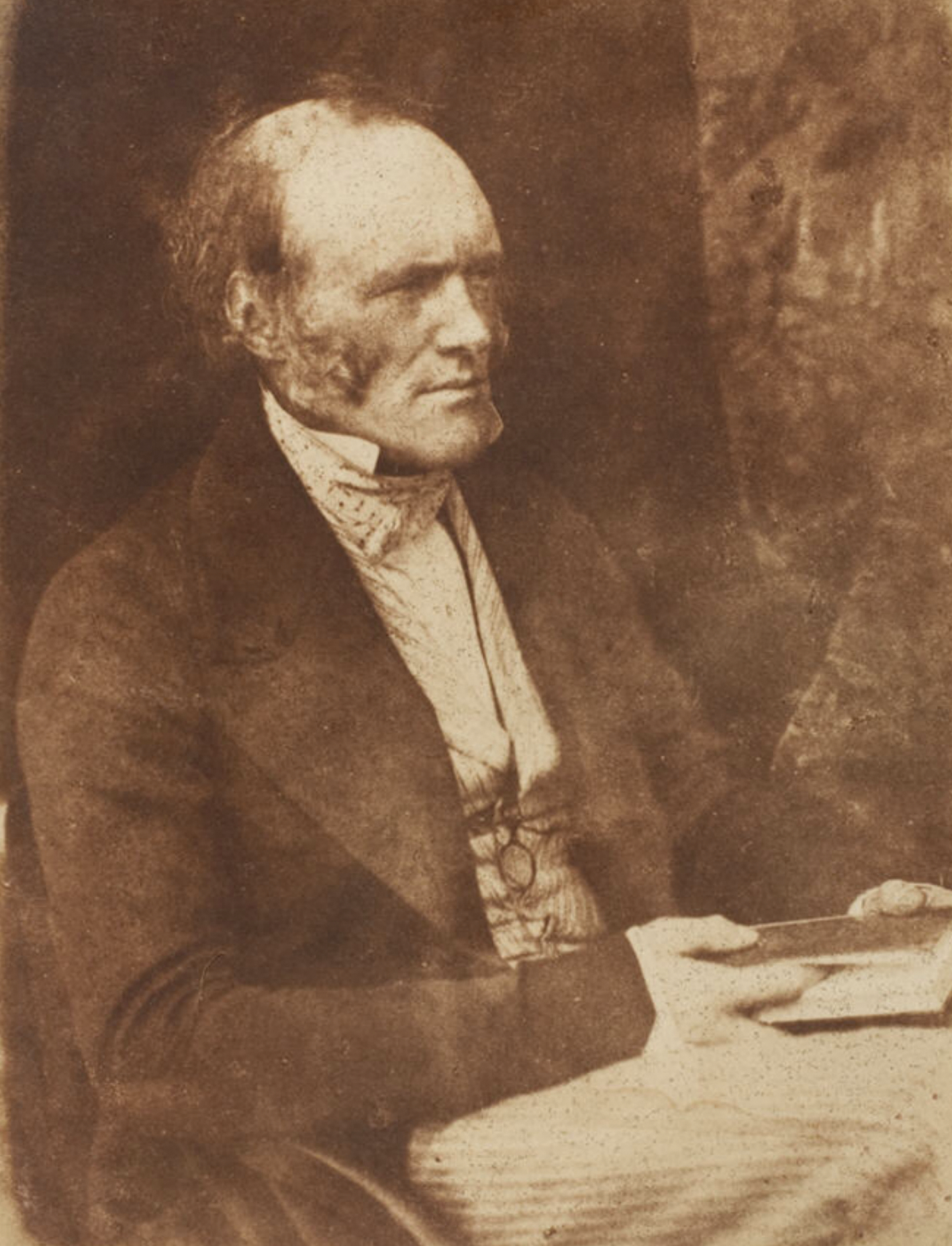
Charles Lyell

Acredita-se que Darwin baseou o seu gradualismo a partir do uniformitarismo de Charles Lyell, assim estendeu a teoria de Lyell da geologia para o mundo orgânico.
Charles Lyell defendia que a Terra estava em constante mudança e que essas mudanças geológicas eram pequenas, graduais, cumulativas e ocorriam ao longo de imensos períodos de tempo. Assim a partir da idealização de James Hutton em sua publicação intitulada ‘Teoria da Terra’ (1785), Lyell desenvolveu uma corrente de pensamento designada uniformitarismo, demonstrada em sua obra intitulada ‘Princípios de Geologia’ (1830-1833, um trabalho de três volumes), o qual propõe a formação da Terra através de um lento processo em que intervêm forças físicas e forças naturais como a erosão, os vulcões ou os terramotos. As concepções gradualistas de Lyell influenciaram Charles Darwin em seu livro ‘A Origem das Espécies’ (1859) conduzindo ao desenvolvimento de ideias evolucionistas no campo da Biologia. A partir das ideias de Lyell, Darwin raciocinou que ‘se as rochas se transformam lentamente numa teia de mudança uniforme, o mesmo podia acontecer aos animais e às plantas’. Assim, cada espécie fora criada gradualmente uma a uma, resultando no chamado gradualismo biológico.

## A Teoria Evolucionista
A teoria evolucionista apresentada por Darwin em ‘A Origem das Espécies’ é referida por ele mesmo no singular como “minha teoria”, mas na verdade a chamada “teoria de Darwin” engloba várias teorias autônomas. Segundo Mayr, o paradigma de Darwin consiste de cinco principais teorias independentes: evolução propriamente dita, descendência comum, gradualismo, multiplicação das espécies e seleção natural. O próprio Darwin reconhecia essas cinco teorias, mas para ele elas eram um pacote inseparável. No entanto, isso pode ser refutado, já que a maioria dos evolucionistas no período imediatamente após 1859 rejeitou uma ou várias das teorias de Darwin. Assim, demonstra-se que as cinco teorias não são como um todo indivisível.
Aceitação de teorias Darwinianas por evolucionistas
|                 | Descendência comum | Caráter gradual | Especiação populacional | Seleção natural |
| --------------- | ------------------ | --------------- | ----------------------- | --------------- |
| Lamarck         | Não                | Sim             | Não                     | Não             |
| Darwin          | Sim                | Sim             | Sim                     | Sim             |
| Haeckel         | Sim                | Sim             | ?                       | Em parte        |
| Neolamarckistas | Sim                | Sim             | Sim                     | Não             |
| T. H. Huxley    | Sim                | Não             | Não                     | (Não)           |
| De Vries        | Sim                | Não             | Não                     | Não             |
| T. H. Morgan    | Sim                | (Não)           | Não                     | Sem importância |

No capítulo quatro de "Ideological Opposition to Darwin's Five Theories", Mayr resume a “Teoria de Darwin", ou "Darwinismo", da seguinte forma: “Tanto na literatura escolar quanto na popular, frequentemente encontram-se referências para a ‘teoria evolutiva de Darwin’, como se fosse uma entidade unitária. Na realidade, a teoria da evolução de Darwin foi um pacote inteiro de teorias, e é impossível discutir o pensamento evolutivo de Darwin construtivamente se alguém não distingue seus vários componentes [...] O termo ‘Darwinismo’[...] tem significados numerosos dependendo de quem o utilize e em que período. Uma melhor compreensão do significado deste termo é apenas uma razão para chamar a atenção à natureza composta de pensamento da evolução de Darwin [...]”.

## Resistência
Os naturalistas foram os principais defensores da evolução gradual, que eles encontravam por toda parte na forma de variação geográfica. Mais adiante, geneticistas chegaram a mesma conclusão pela descoberta de mutações mais e mais sutis, de poligenia e de pleiotropia. O resultado é que o gradualismo conseguiu celebrar uma vitória completa durante a síntese evolucionista, apesar da continua oposição de Goldshimidt e Schindewolf.
Antes de Darwin, a maioria dos defensores da evolução eram saltacionistas, como Saint-Hilaire (que defendia que as aves originaram a partir dos dinossauros por saltação) ou Cuvier. Mesmo após a publicação de 'A Origem das Espécies' em 1859, vários naturalistas continuaram a defender alguma forma de saltacionismo, normalmente combinada com o gradualismo de Darwin tal como defendido por T. H. Huxley ou Albert von Kölliker.

### Gradualismo X Equilíbrio pontuado
O documentário fóssil contém muitos casos de espécies novas que apareceram e então, durante milhões de anos, permaneceram sem mudanças aparentes. Em certos grupos, a evolução parece consistir em longos períodos de estase que ocasionalmente são pontuados por eventos de especiação surgidos instantaneamente no tempo geológico. Não há explosão de especiação ou de mudanças morfológicas, como na irradiação adaptativa, nem mudança gradual com o tempo em resposta a mudanças ambientais.
Darwin estava bem a par dessas observações e considerou-as uma dificuldade à sua teoria. Como suas ideias eram apresentadas em oposição à teoria da criação das espécies, que prevê a criação instantânea de novas formas, Darwin enfatizava repetidamente a natureza gradual da evolução por seleção natural: “Como a seleção natural age somente pela acumulação de sutis variações favoráveis sucessivas, ela não pode produzir modificações grandes ou súbitas; pode apenas agir por passos muito curtos e lentos”. Ele atribuiu o súbito aparecimento de novos táxons à incompletude do documentário fóssil e previu que, a medida que as coleções de espécimes crescessem, os hiatos aparentes entre formas fósseis, causados por estase e pontuados por saltos súbitos, seriam preenchidos por formas que mostrassem as transições graduais entre as espécies. A partir desse momento, a maioria dos paleontólogos seguiu com as ideias de Darwin durante todo um século.
Em 1972, entretanto, Niles Eldredge e Stephen Jay Gould romperam essa tradição ao propor que a estase é um padrão real no documentário fóssil e que a maioria das mudanças morfológicas ocorre durante a especiação. Eles denominaram sua proposta de teoria do equilíbrio pontuado. Segundo esta teoria, a evolução de uma espécie não ocorre de forma constante, mas alternada em períodos de escassas mudanças, com súbitos saltos que caracterizam alterações estruturais ou orgânicas adaptadas e selecionadas. Este entendimento, para compreensão da especiação, fundamentou-se em questionamentos acerca da descontinuidade do registro fóssil, consequência da não constatação de indícios com relação às mudanças graduais.
Em 1995, Doug Erwin e Robert Anstey, revisaram um total de 58 estudos que visavam testar a teoria do equilíbrio pontuado. As análises referem-se a vários táxons e períodos. A conclusão de Erwin e Anstey foi de que “as evidências paleontológicas sustentam satisfatoriamente o ponto de vista de que a especiação, às vezes, é gradual e, às vezes é pontual e que não há um modo único que seja típico desse muito complicado processo de história da vida”. Além disso, Erwin e Anstey verificaram que uma quarta parte dos estudos descrevia um terceiro padrão: o do gradualismo e da estase.
A princípio, o gradualismo parece entrar em conflito com a teoria do equilíbrio pontuado, de Gould e Eldredge, no entanto em uma análise mais profunda, percebe-se que não. Duas citações relevantes de 'A Origem das Espécies' confirmam essa análise: "[...] é provável que os períodos, durante os quais as espécies sofreram modificações, embora muitas e por muito tempo (medido por anos), têm sido curtos em comparação com os períodos durante que cada um permaneceu em uma condição inalterada" (final da 6ª edição, 1872). “As variedades estão frequentemente em primeiro local[...] rendendo a descoberta de elos intermediários menos prováveis. Variedades locais não se espalharão em outras regiões distantes até que estejam consideravelmente modificadas e melhoradas; e quando se espalham, se descobertos em uma formação geológica, eles aparecerão como se tivessem sido criados repentinamente, e simplesmente serão classificados como nova espécie". Darwin não afirmou que a mudança evolutiva é contínua e lenta – apenas que esta não ocorre por "saltos" em uma única geração ("Natura non facit saltum"). Isto é, apesar das distorções de alguns antievolucionistas, Darwin explicitamente não pensava que a evolução continua pela produção de “monstros esperançosos" - O próprio Darwin nunca propôs que um pai dinossauro-completo daria origem a uma progênie de aves-completas. Certamente, a mudança se processou em uma série intermediária, talvez quase insensível, entre gerações sucessivas. Além disso, é importante ressaltar, que a mudança sobre mil gerações de quaisquer espécies aparece como "repentina" ou "abrupta" no registro fóssil, porque mil gerações são infinitesimalmente uma pequena fração da história da Terra.
Nada é dito na teoria do gradualismo sobre a taxa à qual a mudança pode ocorrer. Darwin estava ciente de que a evolução pode por vezes progredir com bastante rapidez, mas como Andrew Huxley assinalou, ela poderia também conter períodos de estase completa “durante os quais essas mesmas espécies prosseguiam sem sofrer mudança alguma.”.

### Gradualismo X Saltacionismo: Adaptações complexas

Modelo de evolução do olho de Nilsson e Pelger mostrando o número de mudanças necessárias para cada etapa

A explicação de Darwin para as adaptações complexas era de que elas evoluíram por meio de muitos passos pequenos (evolução gradual). A evolução tem de ser gradual porque seria necessário um milagre para que um órgão complexo, exigindo mutações em várias partes, evoluísse em um único passo. Se cada mutação surgiu separadamente, em diferentes organismos, em ocasiões diferentes, o processo geral torna-se mais provável.
Em ‘A Origem das Espécies’, Darwin escreveu que "se pudesse ser demonstrado que existiu algum órgão complexo, que não poderia ter sido formado por numerosas, sucessivas e ligeiras modificações, minha teoria seria totalmente invalidada". No entanto, Thomas Henry Huxley, que demonstrava forte apoio à Darwin, advertiu que a teoria da evolução de Darwin seria tão válida mesmo se a evolução procedesse por saltos.
A teoria da adaptação de Darwin é “gradualista”. As novas adaptações evoluem em pequenos passos, a partir de órgãos, padrões de comportamento, células ou moléculas preexistentes. Outro modo de dizer isso é dizer que há continuidade entre todas as formas de adaptação que se vêem no mundo atualmente. Essa visão de continuidade contrasta, por exemplo, com a visão criacionista da vida, em que as adaptações das diferentes espécies se originam separadamente e não há continuidade entre elas.
Na teoria de Darwin não existe qualquer processo evolutivo especial para criar novas estruturas. É o mesmo processo evolutivo de adaptação ao ambiente local que atua o tempo todo. Assim, o efeito cumulativo de muitas modificações pequenas pode ser tal que faça surgir algo “novo”.
Por exemplo, durante a evolução do olho, a função do órgão permaneceu relativamente constante o tempo todo. Desde as simples células fotorreceptoras até os olhos completos, ele sempre foi um órgão sensorial – sensível à luz. Provavelmente muitos órgãos evoluem dessa maneira, por evolução gradual de uma estrutura que tem uma função constante. Em outros casos, os órgãos podem mudar sua função com mudanças relativamente pequenas em sua estrutura, como por exemplo as penas. Em 1994, Nilsson e Pelger realizaram um estudo, com base em um modelo computacional, para confirmar o argumento de Darwin em relação a evolução do olho.
Entretanto, um talentoso geneticista chamado Richard Goldshimidt, um dos primeiros a propor que genes atuam controlando as taxas de reações bioquímicas e de desenvolvimento, argumentou em ‘A base material da Evolução’ (1940) que as espécies e táxons superiores não surgem a partir da variação genética que reside dentro de cada espécie, mas sim "em etapas evolutivas únicas como sistemas genéticos completamente novos". Ele postulou que as principais mudanças do material cromossômico, ou "mutações sistêmicas", dariam origem a criaturas altamente alteradas. A maioria teria pouca chance de sobrevivência, mas alguns poucos seriam "monstros esperançosos" adaptado às novas formas de vida. Como exemplo, Goldshimidt apontou uma mutação que transforma halteres de Drosophila em estruturas mais parecidas com asas que se assemelham, segundo ele, as asas rudimentares de uma díptero voador (Termitoxenia) que habita cupinzeiros.

### Gradualismo X Saltacionismo: Lacunas fenotípicas

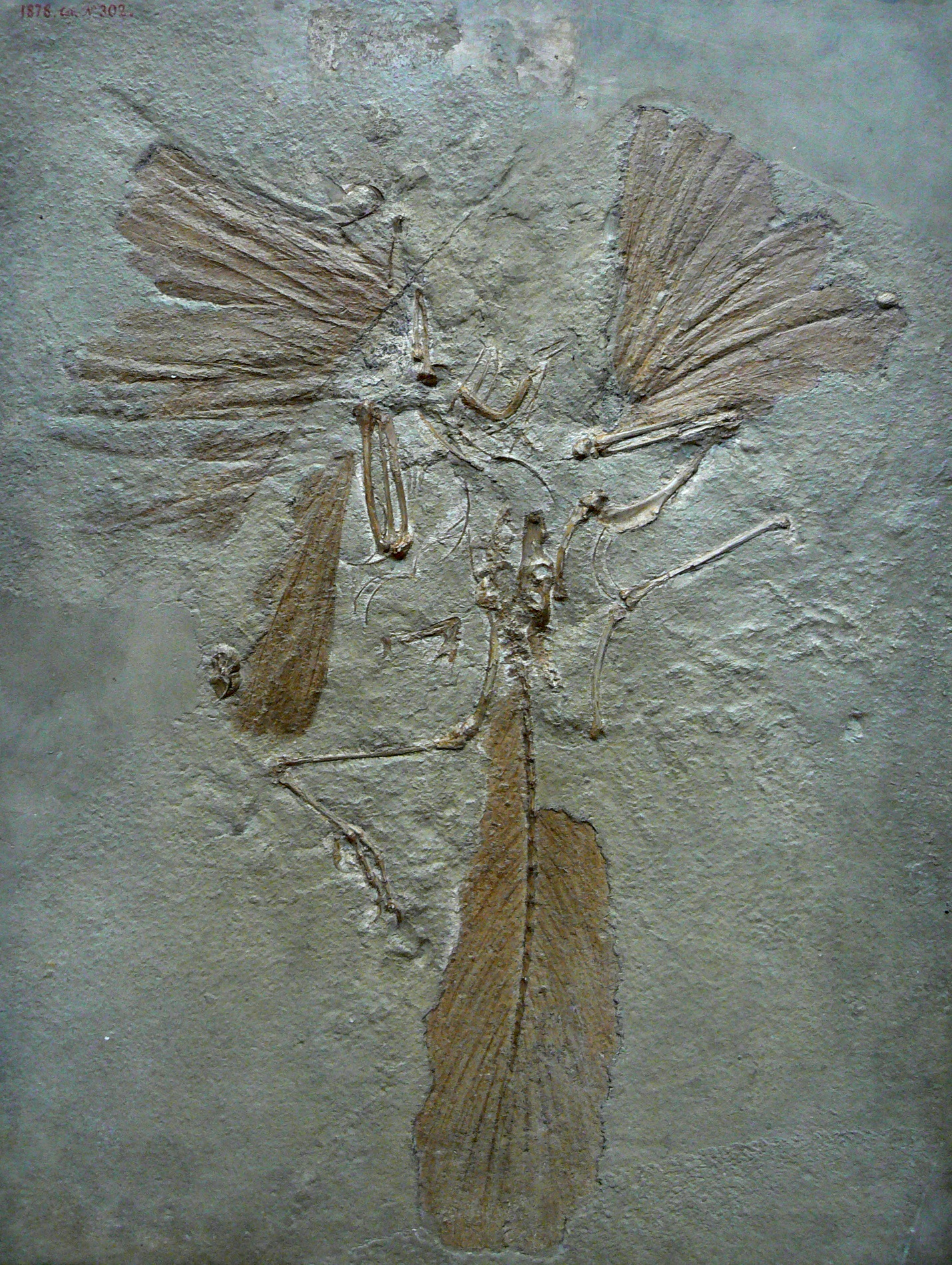
Fóssil de Archaeopteryx lithographica do Jurássico, uma forma de transição dos dinossauros para as aves.

Se fosse possível demonstrar uma panóplia completa de todas as formas de intermediários possíveis, sendo cada um deles diferindo levemente das formas semelhantes, não haveria muito questionamento de que a evolução ocorre através de mudanças pequenas. No entanto, existem muitas lacunas evidentes entre os agrupamentos fenotipicamente semelhantes de espécies, especialmente entre aqueles classificados como táxons superiores, tais como ordens e classes. Não há espécies vivas intermediárias na lacuna entre os cetáceos (golfinhos e baleias) e outros mamíferos, por exemplo.
A explicação mais obvia de lacunas fenotípicas entre as espécies vivas é a extinção de formas intermediárias que existiam - como os cetáceos ilustram. Certamente, o registro fóssil fornece muitos exemplos da evolução gradual de táxons superiores. No entanto, muito mais táxons aparecem no registro fóssil sem antecedentes intermediários.
Uma das controvérsias mais duradouras na biologia evolutiva tem sido se tais lacunas fenotípicas representam simplesmente um registro fóssil inadequado - ou seja, a evolução foi gradual, mas nós simplesmente não temos dados para provar isso - ou se a evolução realmente passou por saltação. A saltação resultaria da fixação de uma única mutação de grande efeito. Este conceito é totalmente diferente da hipótese do equilíbrio pontuado, que permite que mudanças evolutivas na morfologia possam (ou não) ter sido contínuas, passando por muitos estágios intermediários, mas eram tão rápida e tão geograficamente localizados que o registro fóssil apresenta a aparência de uma mudança descontínua. A hipótese do saltacionismo, em contrapartida, sustenta que nunca existiu intermediários - que os indivíduos mutantes diferiam drasticamente dos seus pais.